# Oblast de Kourgan
L'oblast de Kourgan (en russe : Курга́нская о́бласть, Kourganskaïa oblast), couramment appelé Trans-Oural (en russe : Зауралье, Zaouralié), est un sujet de Sibérie occidentale de la fédération de Russie dont la capitale est la ville de Kourgan. Rosstat lui attribue le code 37, et son code d'immatriculation est 45. La seule langue officielle est le russe.
L'oblast de Kourgan est situé dans la plaine de Sibérie occidentale, au-delà de l'Oural, dans le bassin de la Tobol. Ses paysages sont principalement ceux de la steppe boisée, et dans une moindre mesure de la steppe. Les vestiges des premiers peuplements remontent à la période du paléolithique et les premiers villages apparaissent à l'âge du bronze avec les tribus Alakul. Durant l'âge du fer, la noblesse tribale apparaît, qui fait ériger des kourganes, à savoir des tumulus. Au Moyen Âge, la région est sous la domination de la Horde d'or, puis du khanat de Sibir. À la suite de sa conquête par Ermak Timofeïévitch, la colonisation russe de la région commence. Des villes sont fondées, comme Dalmatovo en 1644 et Kourgan en 1679, ainsi que de nombreux petits villages. Au XIXe siècle, elle est un des lieux privilégiés d'exil pour les décabristes et les Polonais, qui enrichissent culturellement les centres urbains. À cette époque, la région actuelle est divisée entre les gouvernements de Tobolsk, de Perm et d'Orenbourg. Au cours de l'année 1919, l'Armée rouge prend la région aux mains du gouvernement de Koltchak. La région profite de la NEP, de l'intensification de l'agriculture et de l'industrialisation sous la période soviétique. Le 6 février 1943, l'oblast de Kourgan est créé au sein de la RSFS De Russie
En 2023, l'oblast comptait 761 586 habitants, en baisse du fait de ses soldes naturel et migratoire négatifs. Son produit intérieur brut s'élève à 268,5 milliards de roubles en 2021, avec une grande part d'agriculture. Le principal secteur économique est celui de l'industrie, avec la métallurgie, la construction automobile et l'industrie pharmaceutique.

## Géographie

### Situation
L'oblast de Kourgan est un des 89 sujets de la fédération de Russie, situé en Sibérie occidentale, et dépendant du district fédéral de l'Oural. La région occupe une superficie de  71 488 km2, soit 0,42 % du territoire de la Russie. Son territoire est limitrophe de l’oblast de Tcheliabinsk à l'ouest, de l’oblast de Sverdlovsk au nord-ouest, de l’oblast de Tioumen au nord-est, et du Kazakhstan au sud.

### Hydrographie
Presque l'ensemble de l'oblast de Kourgan se situe dans le bassin de la Tobol (sous-bassin de l'Ob). Seules les parties orientales appartiennent à l'interfluve Tobol-Ichim. L'oblast compte 449 cours d'eau d'une longueur totale de 5 175 kilomètres. 
L'oblast détient 2 943 lacs d'une superficie totale de 3 000 km2, soit 4% de la superficie de la région. Sur le nombre total de lacs, 88,5 % sont d'eau douce, 9 % sont salés et 2,5 % sont saumâtres. Le lac Medvejié, d'environ 6 000 hectares, est séparé en deux parties par une chaîne de collines. Le lac est un réservoir de saumure, la teneur en sel peut atteindre 300 à 400 g/L, ce qui est comparable à la mer Morte.

### Climat
L’oblast est soumis à un climat continental rigoureux, avec de longs hivers froids et des étés chauds ponctués de pluies régulières. Il est influencé par son éloignement important des régions maritimes, de l'Oural à l'ouest, et de la proximité des régions steppiques au sud. Le printemps est marqué par des gelées fréquentes, tandis que l'été est très sec, avec des sécheresses récurrentes, ce qui complique l'agriculture. La température moyenne de janvier est de −18 °C, et la température moyenne du mois le plus chaud (juillet) est +19 °C. Les précipitations annuelles sont d'environ 400 mm.

## Urbanisme

### Voies de communication

#### Infrastructures routières

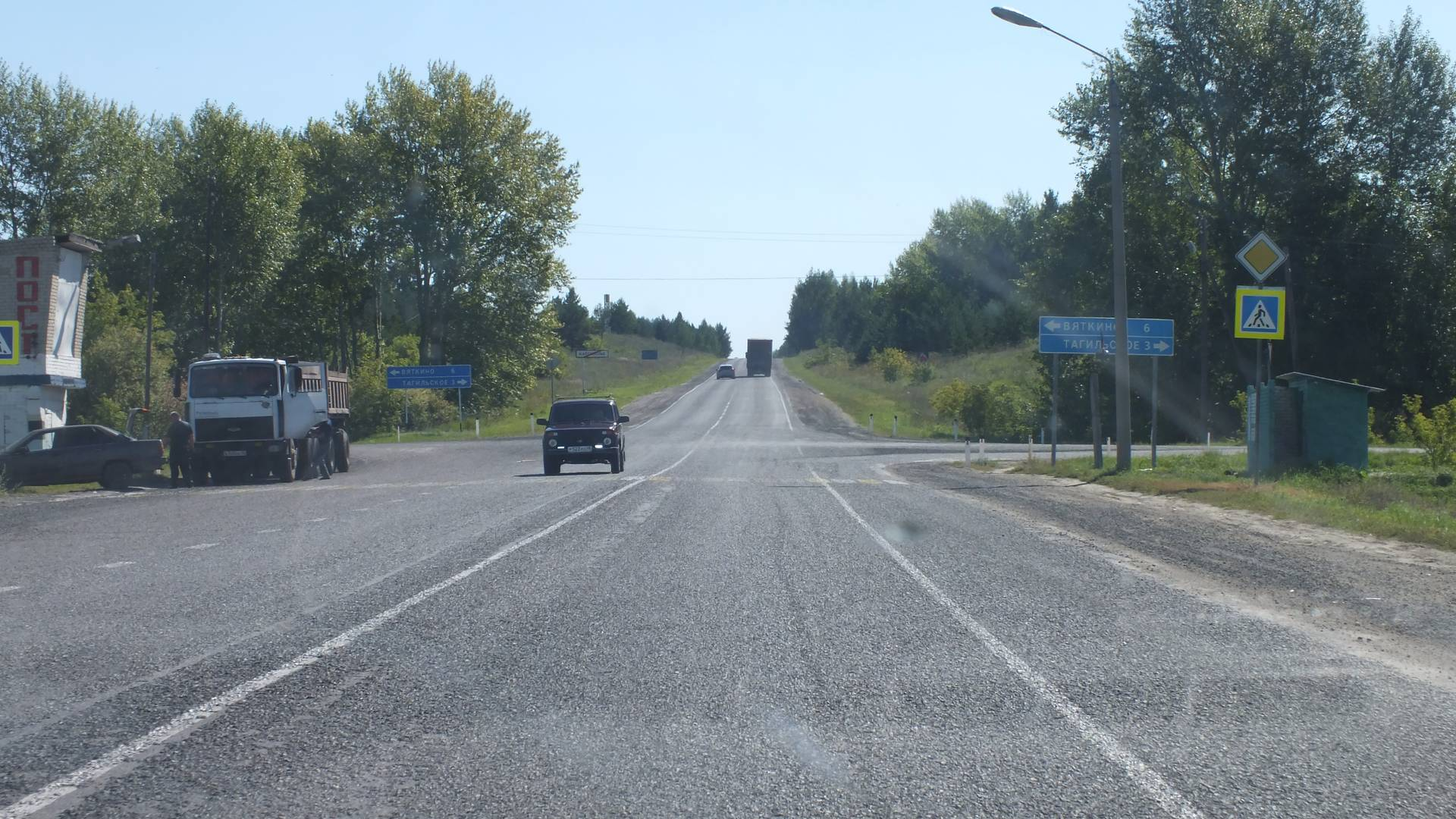
Route près de Kargapolié.

Fin 2022, selon Rosstat, la longueur totale des voies publiques dans l'oblast de Kourgan de 16 728,0 km, dont 815,0 km de routes d'importance fédérales, 7 693,6 km de routes d'importance régionale et 8 219,4 km de routes d'importance locale. La longueur des routes à revêtement dur est de 9 702,2 km (58,0 % du total), tandis que la densité des voies publiques est de 136 km / 10 000km2 dans l'oblast. Sur les 1 220 localités de la région de Kurgan, 353 localités (28,9 %) ne sont pas desservies par le réseau routier toute l'année. Au 1er janvier 2021, environ 415 000 véhicules étaient immatriculés dans l'oblast, dont une part importante sont des véhicules individuels (74,5 %). Le niveau de motorisation est de 374 voitures pour 1000 habitants.
Quatre routes fédérales traversent l'oblast, la principale étant la route fédérale R254 Irtych de Tcheliabinsk par Kourgan et Omsk à Novossibirsk. Il y a aussi la branche de la R254 vers Tioumen, la route fédérale R354 de Iekaterinbourg par Chadrinsk à Kourgan, et enfin la branche de la R254 vers Ichim. Le réseau routier dans sa totalité est centré sur la ville de Kourgan d'où partent les routes vers les localités de l'oblast. L'oblast compte en tout 702 routes d'importance régionale ou intermunicipale sur son territoire. Les principales routes régionales sont de Kourgan à Zverinogolovskoïe et le Kazakhtan, de la R254 par Chumikha et Oust-Ouïskoïe au Kazakhstan et de Kourgan par Polovinnoïe et Voskressenskoïe au Kazakhstan.

#### Voies ferrées
Le réseu ferroviaire de l'oblast est traversé par le transsibérien, principale ligne ferroviaire de Russie. Fin 2022, selon Rosstat, l'oblast de Kourgan possède 746,1 km de voies ferrées, et la densité du réseau ferré est de 104 km/ 10 000km2. Le réseau est composé de 7 lignes de chemins de fer, avec 42 gares, et le réseau est entièrement électrifié. La gestion relève des chemins de fer du sud de l'Oural, une branche des Chemins de fer russes. Les lignes sont les suivantes:
- Kourgan - Outiak ;
- Outiak - Gorbounovo;
- Utyak - voie unique du Trans-Oural ;
- Kourgan- Kaïassan ;
- Kourgan - Chadrinsk;
- Chadrinsk - Vodolazovo;
- Kourganka - Galkino.

### Répartition des terres
La répartion des terres selon le rapport d'État « Sur l'état et la protection de l'environnement de la fédération de Russie en 2022 » du ministère des ressources naturelles et de l'environnement russe est, selon les catégories du code foncier russe, la suivante:
| Répartition                                  | 2022 (km2) | 2022 (%) |
| -------------------------------------------- | ---------- | -------- |
| Terres agricoles                             | 45 284     | 63,3     |
| Terres des localités                         | 5 636      | 7,9      |
| Terres d'industrie et autres fins spéciales  | 569        | 0,8      |
| Terres de territoires et des objets protégés | 97         | 0,1      |
| Terres du fonds forestier                    | 18 055     | 25,3     |
| Terres du fonds aquatique                    | 371        | 0,5      |
| Terres de réserve                            | 1 476      | 2,1      |
| Total                                        | 71 488     | 100      |

## Histoire

### Préhistoire
L'histoire de l'oblast de Kourgan commence à l'Épipaléolithique, à savoir la fin du Paléolithique. Le plus ancien site est celui de Chikaïevka II, qui remonte à 18 050 ± 95 ans. Il se situe près de l'ancien village de Chikaïevka, dans le raïon de Vargachi. Des groupes de chasseurs primitifs ont vécu en Sibérie occidentale, mais seuls trois sites sont connus, dont celui de Chikaïevka. Les sites de Kamychnoïe I et d'Oubagan III remontent à l'époque mésolithique. La période Néolithique, qui s'étale du VIe au IVe millénaire av. J.-C., vit la population s'adonner à la pêche et à la chasse, avec l'apparition de pirogues. Les sites connus de l'époque sont ceux près des villages de Kochkino et Okhotino (raïon de Belozerskoïe), près de Tachkovo (raïon de Chadrinskà) et de Bely Iar près de Kourgan.

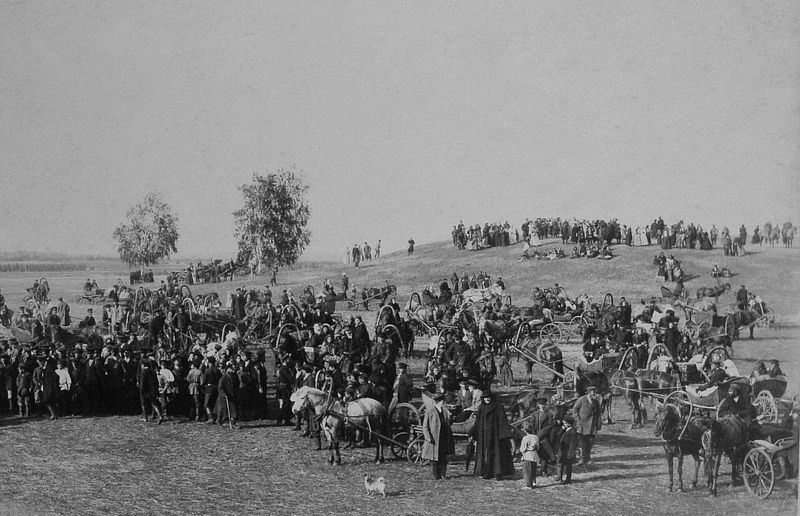
Kourgane de Tsariov à Kourgan, détruit sous la période soviétique.

L'âge du Bronze dans le Trans-Oural s'étale du XVIIe au VIIIe siècle av. J.-C.. Les tribus qui vivaient dans la région sont généralement appelées les tribus Alakul, d'après le nom du premier de leur site fouillé près du lac Alakul (raïon de Chtchoutchié). La population pratiquait l'élevage et l'agriculture, et les premiers villages se sont formés, avec certaines localités transouraliennes qui étaient déjà importantes. Au milieu du Ier millénaire av. J.-C., les tribus de l'oblast sont rentrés dans l'Âge du fer. L'agriculture s'est améliorée tandis que l'artisanat s'est développé, notamment de la forge et des armes. Les tribus étaient à cette époque sédentaires et semi-sédentaires. Le Trans-Oural voit apparaître la noblesse tribale, comme l'attestent les kourganes de l'époque, en particulier le kourgane de Tsariov.

### Moyen Âge
Au XIIIe siècle, la région entra dans la sphère influence de la Horde d'or. Par la suite, la régon fit partie du Khanat de Sibir.

### Colonisation russe

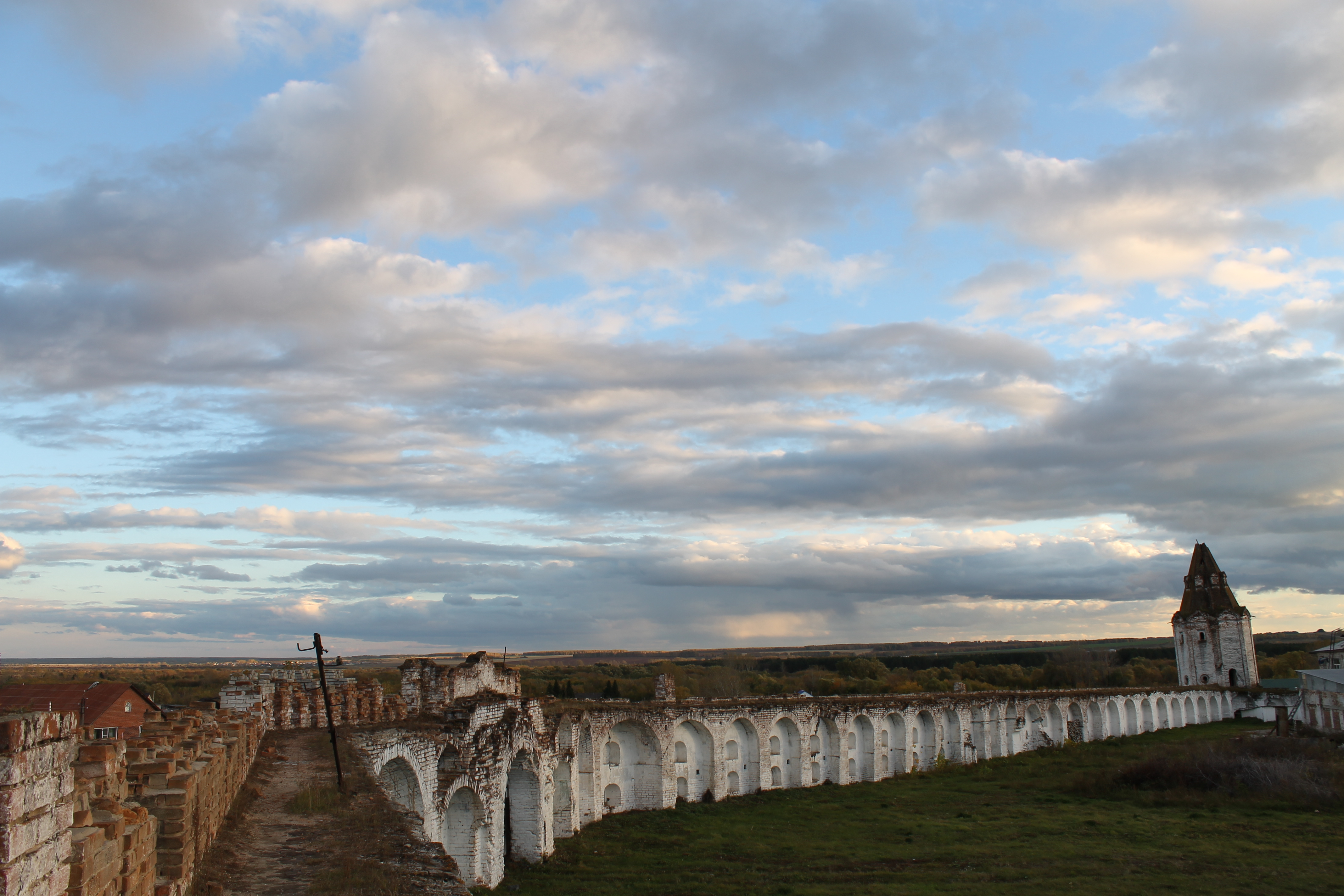
Monastère de Dalmatovo.

La Trans-Ouralie fut découverte par les Russes pour la première fois au XVe siècle. Au début, ce fut à l'initiative de marchands de la république de Novgorod, puis de la Grande-principauté de Moscou. Ils achetaient des fourrures en échange de produits russes. Ce qui permit la colonisation de ces terres fut la chute au XVIe siècle des khanats d'Astrakhan et de Kazan, ce qui ouvrit plus de terres à la merci des Russes. En 1574, Ivan le Terrible délivra une charte aux marchands Stroganoff pour la possession des terres transouraliennes le long de la rivière Tobol. Néanmoins, il restait encore un obstacle pour les Russes, le Khanat de Sibir, dirigé par le khan Koutchoum, qui possédait ces terres. Au début des années 1580, Ermak Timofeïévitch fait la conquête du Khanat de Sibir. Il prend la capitale du Khanat, et dès lors, la région devient russe.
Les premières colonies sont fondées au milieu du XVIIe siècle. Ainsi en 1644 est fondé le monastère de Dalmatovo, puis l'ostrog de Kataïsk en 1655 et la sloboda de Chadrinsk en 1662.  La colonie de Tsarevo, la ville moderne de Kourgan, a été fondée en 1679. Ils fondèrent la localité à côté du kourgane de Tsariov, d'où son nom. Des petits villages établis le long des rives de la Tobol et de l’Isset sont fondés à cette époque. Entre la seconde moitié du XVIIe siècle et le XVIIIe siècle, la colonisation s'intensifie. L'oblast actuel fait alors partie de plusieurs divisions administratives. Il y a l'ouïezd de Kourgan, inclus dans le gouvernement de Tobolsk, l'ouïezd de Chadrinsk dans le gouvernement de Perm, et les zones du sud-ouest dans le gouvernement d'Orenbourg.

### Empire russe et guerre civile russe
La région de Trans-Ouralie (Zauralye) voit au XIXe siècle des exilés polonais et Décembristes qui assurent le développement éducatif et culturel de la région.  Le premier exilé politique fut l'écrivain et dramaturge le plus célèbre de l'époque, August Friedrich-Ferdinand von Kotzebue, qui dans ses mémoires appelait la région de Kourgan « l'Italie sibérienne ». Les coopératives se multiplièrent jusqu'au début du XXe siècle, et grâce aux exploitations de Trans-Ouralie, la Russie devint à la Belle Époque le second exportateur de beurre au monde.   
Pendant la Première Guerre mondiale (1914-1917 en Russie), la population s'est massivement impliquée dans la vie politique, malgré l'éloignement par rapport à Saint-Pétersbourg, avec l'émergence des partis socialistes. En juillet 1917, les élections de la douma de la ville de Kourgan virent les bolcheviks, les menchevkis, les socialistes révolutionnaires s'unirent pour gagner les élections. Le parti socialiste-révolutionnaire était populaire auprès des paysans de la région.   
La révolution d'Octobre en 1917 fut accueillie avec prudence, et il faut attendre janvier 1918 pour que le pouvoir bolchevik commence à s'implanter dans la région. Après l'établissement du gouvernement de l'amiral Koltchak (Armées blanches), les paysans se sont rangés du côté des bolcheviks. Fin octobre 1919, la région est prise par l'Armée rouge aux mains du gouvernement de Koltchak. En 1921-1922, les paysans prirent part au soulèvement de Sibérie occidentale, réprimé par l'Armée rouge,.

### Période soviétique
La période de la Nouvelle politique économique (NEP) commença par une famine provoquée par la sécheresse. Dans l'ouïezd de Kourgan, environ 2 500 personnes sont mortes de faim en août 1922, et plus de 2 300 personnes dans celui de Chadrinsk. Pour éviter une révolte frumentaire menaçant le pouvoir bolchevik, l'économie a été libéralisée avec la NEP. En 1925 dans l'okroug de Kourgan près de 30 % ses exploitations paysannes étaient intégrées à des coopératives. L'économie a été restaurée en 1927, lorsque le cheptel a atteint le niveau d'avant-guerre tout comme les entreprises industrielles.
Pendant la Seconde Guerre mondiale, l'économie de l'oblast fut dédiée à l'effort de guerre. Quinze grandes usines de Russie européenne ont été évacuées dans la région. La création de l'oblast a été décrétée le 6 février 1943, au moment où l'Armée rouge infligeait à l'Allemagne nazie une défaite décisive dans la banlieue de Stalingrad. La région comprenait 32 raïons, 2 villes de subordination régionale - Kourgan et Shadrinsk, 3 communes urbaines et 1 784 localités.
Au début de l'après-guerre, l'industrie a connu une forte croissance. En 1956, la centrale thermique électrique de Kourgan a été mise en service, tout comme la ligne électrique de Tcheliabinsk à Kourgan, permettant d'approvisionner les nouvelles entreprises. Des usines de machines, de chimie, de véhicules, d'agroalimentaire et d'autres ont vu le jour. La région a été décorée de l’Ordre de Lénine (1959).

## Politique et administration

### Autorité
Le sujet possède son propre gouverneur ainsi que son propre organe législatif, les deux avec un mandat de 5 ans.

### Résultats électoraux
| Scrutin                    | 1er tour | 1er tour | 1er tour | 1er tour | 1er tour | 1er tour | 1er tour | 1er tour | 1er tour | 1er tour | 1er tour            | 1er tour | 2d tour                  | 2d tour                  | 2d tour                  | 2d tour                  | 2d tour                  | 2d tour                  | 2d tour                  | 2d tour                  |
| Scrutin                    | 1er      | 1er      | %        | 2e       | 2e       | %        | 3e       | 3e       | %        | 4e       | 4e                  | %        | 1er                      | %                        | 2e                       | %                        | 3e                       | %                        | 4e                       | %                        |
| -------------------------- | -------- | -------- | -------- | -------- | -------- | -------- | -------- | -------- | -------- | -------- | ------------------- | -------- | ------------------------ | ------------------------ | ------------------------ | ------------------------ | ------------------------ | ------------------------ | ------------------------ | ------------------------ |
| Présidentielle 2012        |          | ER       | 63.39    |          | KPRF     | 17,40    |          | LDPR     | 8.57     |          | SE                  | 5,75     | Victoire au premier tour | Victoire au premier tour | Victoire au premier tour | Victoire au premier tour | Victoire au premier tour | Victoire au premier tour | Victoire au premier tour | Victoire au premier tour |
| Gouvernorale 2014          |          | ER       | 84,87    |          | KPRF     | 8,07     |          | LDPR     | 4,38     |          | Patriotes de Russie | 0,90     | Tour unique              | Tour unique              | Tour unique              | Tour unique              | Tour unique              | Tour unique              | Tour unique              | Tour unique              |
| Législative régionale 2015 |          | ER       | 56,74    |          | LDPR     | 13,63    |          | KPRF     | 13,22    |          | SRZP                | 10,93    | Victoire au premier tour | Victoire au premier tour | Victoire au premier tour | Victoire au premier tour | Victoire au premier tour | Victoire au premier tour | Victoire au premier tour | Victoire au premier tour |
| Législative 2016,          |          | ER       | 41,51    |          | LDPR     | 18,83    |          | KPRF     | 14,56    |          | SRZP                | 13,79    | Tour unique              | Tour unique              | Tour unique              | Tour unique              | Tour unique              | Tour unique              | Tour unique              | Tour unique              |
| Présidentielle 2018        |          | ER       | 73.30    |          | KPRF     | 13.67    |          | LDPR     | 8.74     |          | GRANI               | 1,06     | Victoire au premier tour | Victoire au premier tour | Victoire au premier tour | Victoire au premier tour | Victoire au premier tour | Victoire au premier tour | Victoire au premier tour | Victoire au premier tour |
| Gouvernorale 2019          |          | ER       | 80,86    |          | KPRF     | 9,70     |          | SRZP     | 4,70     |          | LDPR                | 3,33     | Victoire au premier tour | Victoire au premier tour | Victoire au premier tour | Victoire au premier tour | Victoire au premier tour | Victoire au premier tour | Victoire au premier tour | Victoire au premier tour |
| Législative régionale 2020 |          | ER       | 44,57    |          | KPRF     | 19,05    |          | LDPR     | 14,46    |          | SRZP                | 10,54    | Tour unique              | Tour unique              | Tour unique              | Tour unique              | Tour unique              | Tour unique              | Tour unique              | Tour unique              |
| Législative 2021           |          | ER       | 36.07    |          | KPRF     | 23,45    |          | LDPR     | 11,78    |          | SRZP                | 10,51    | Tour unique              | Tour unique              | Tour unique              | Tour unique              | Tour unique              | Tour unique              | Tour unique              | Tour unique              |
| Présidentielle 2024        |          | ER       | 85.63    |          | KPRF     | 5.01     |          | LDPR     | 3.99     |          | NL                  | 3,82     | Victoire au premier tour | Victoire au premier tour | Victoire au premier tour | Victoire au premier tour | Victoire au premier tour | Victoire au premier tour | Victoire au premier tour | Victoire au premier tour |

### Divisions administratives

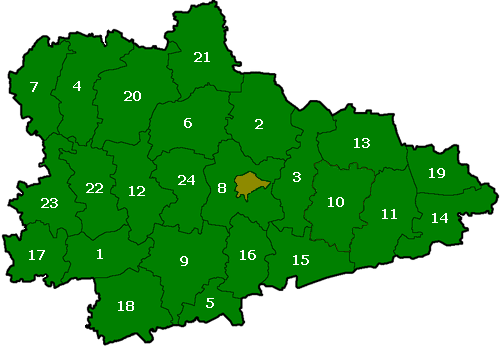
Subdivisions de l'oblast.

Selon la loi sur la structure administrative-territoriale de l'oblast de Kourgan et la Charte de l'oblast de Kourgan, du point de vue administratif-territorial, l'oblast est divisé en,:
- 2 villes de subordination régionale ;
- 24 raïons ;
  - 7 villes de subordination de raïon ;
  - 6 communes urbaines de subordination de raïon ;
  - 1120 localités rurales.

Au 1er août 2021, du point de vue la structure municipale 269 municipalités étaient constituées dans l'oblast de Kourgan. Elles se répartissaient ainsi: 
- 2 okrougs urbains ;
- 8 okrougs municipaux ;
- 16 raïons municipaux, comprenant : 
  - 8 établissements urbains ;
  - 235 établissements ruraux.

| N° sur la carte                                     | Nom                        | Superficie (km²) | Population Recensement 2021 | Centre administratif |
| Raïons                                              | Raïons                     | Raïons           | Raïons                      | Raïons               |
| --------------------------------------------------- | -------------------------- | ---------------- | --------------------------- | -------------------- |
| 1                                                   | Raïon d'Almenevo           | 2 486,00         | 8070                        | Almenevo             |
| 2                                                   | Raïon de Belozerskoïe      | 3 425,59         | 13 185                      | Belozerskoïe         |
| 3                                                   | Raïon de Vargachi          | 2 981,87         | 15 970                      | Vargachi             |
| 4                                                   | Raïon de Dalmatovo         | 3 500,85         | 23 253                      | Dalmatovo            |
| 5                                                   | Raïon de Zverinogolovskoïe | 1 359,11         | 6855                        | Zverinogolovskoïe    |
| 6                                                   | Raïon de Kargapolié        | 3 193,30         | 26 126                      | Kargapolié           |
| 7                                                   | Raïon de Kataïsk           | 2 671,80         | 19 326                      | Kataïsk              |
| 8                                                   | Raïon de Ketovo            | 3 325,1          | 55 099                      | Ketovo               |
| 9                                                   | Raïon de Kourtamych        | 3 925,10         | 25 015                      | Kourtamych           |
| 10                                                  | Raïon de Lebiajié          | 3 177,46         | 11 505                      | Lebiajié             |
| 11                                                  | Raïon de Makouchino        | 3 473,96         | 12 655                      | Makouchino           |
| 12                                                  | Raïon de Michkino          | 3 008,10         | 13 132                      | Michkino             |
| 13                                                  | Raïon de Mokrousovo        | 3 076,34         | 9465                        | Mokrousovo           |
| 14                                                  | Raïon de Petoukhovo        | 2 772,47         | 14 228                      | Petoukhovo           |
| 15                                                  | Raïon de Polovinnoïe       | 2 728,06         | 8180                        | Polovinnoïe          |
| 16                                                  | Raïon de Pritobolnoïe      | 2 301,96         | 10 186                      | Gliadianskoïe        |
| 17                                                  | Raïon de Safakoulevo       | 2 287,49         | 10 763                      | Safakoulevo          |
| 18                                                  | Raïon de Tselinnoïe        | 3 445,57         | 12 434                      | Tselinnoïe           |
| 19                                                  | Raïon de Tchastoozerié     | 1 925,88         | 4783                        | Tchastoozerié        |
| 20                                                  | Raïon de Chadrinsk         | 4 066,36         | 25 531                      | Chadrinsk            |
| 21                                                  | Raïon de Chatrovo          | 3 535,02         | 14 349                      | Chatrovo             |
| 22                                                  | Raïon de Choumikha         | 2 808,59         | 24 153                      | Choumikha            |
| 23                                                  | Raïon de Chtchoutchié      | 2 858,35         | 16 671                      | Chtchoutchié         |
| 24                                                  | Raïon de Iourgamych        | 2 586,57         | 16 177                      | Iourgamych           |
| Villes de subordination régionale (okrougs urbains) |                            |                  |                             |                      |
| 25                                                  | Kourgan                    | 393.03           | 305 505                     | Kourgan              |
| 26                                                  | Chadrinsk                  | 173,66           | 68 609                      | Chadrinsk            |
| Total                                               |                            | 71 487,59        | 761 586                     |                      |

## Population et société

### Démographie
Au 1er janvier 2023, la population s'élève à 761 586 habitants, dont 272 600 habitants en milieu rural. La densité de population de l'oblast est de 10,7 hab./km2.
Recensements (*) ou estimations de la population,:
| 2002      | 2014    | 2016    | 2021    | 2023    |
| --------- | ------- | ------- | ------- | ------- |
| 1 019 532 | 877 362 | 861 896 | 776 661 | 761 586 |

| Année | Fécondité | Fécondité urbaine | Fécondité rurale |
| ----- | --------- | ----------------- | ---------------- |
| 1990  | 2,15      | 1,82              | 2,72             |
| 1991  | 1,98      | 1,66              | 2,54             |
| 1992  | 1,77      | 1,43              | 2,32             |
| 1993  | 1,50      | 1,22              | 1,92             |
| 1994  | 1,51      | 1,27              | 1,89             |
| 1995  | 1,37      | 1,17              | 1,69             |
| 1996  | 1,31      | 1,12              | 1,61             |
| 1997  | 1,25      | 1,05              | 1,59             |
| 1998  | 1,37      | 1,13              | 1,77             |
| 1999  | 1,35      | 1,11              | 1,75             |
| 2000  | 1,38      | 1,19              | 1,70             |
| 2001  | 1,35      | 1,20              | 1,62             |
| 2002  | 1,45      | 1,30              | 1,70             |
| 2003  | 1,40      | 1,30              | 1,57             |
| 2004  | 1,46      | 1,33              | 1,68             |
| 2005  | 1,40      | 1,26              | 1,65             |
| 2006  | 1,43      | 1,26              | 1,75             |
| 2007  | 1,59      | 1,39              | 1,96             |
| 2008  | 1,72      | 1,48              | 2,16             |
| 2009  | 1,77      | 1,54              | 2,18             |
| 2010  | 1,79      | 1,55              | 2,24             |
| 2011  | 1,82      | 1,57              | 2,31             |
| 2012  | 2,03      | 1,75              | 2,63             |
| 2013  | 2,12      | 1,81              | 2,81             |
| 2014  | 2,10      | 1,78              | 2,87             |
| 2015  | 2,12      | 1,95              | 2,55             |
| 2016  | 2,03      | 1,87              | 2,42             |
| 2017  | 1,88      | 1,72              | 2,27             |
| 2018  | 1,78      | 1,67              | 2,08             |
| 2019  | 1,64      | 1,53              | 1,94             |

### Enseignement
Sur le territoire de l'oblast de Kourgan, en 2020, il y avait 476 établissements d'enseignement de diverses formes de propriété, dont 418 établissements d'enseignement municipaux, qui comprennent eux-mêmes 98 succursales. Le nombre total d'étudiants est de 100 979 écoliers.
L'oblast de Kourgan compte trois établissements supérieurs sur le territoire, avec l'université d'État de Kourgan, l'Académie agricole d'État de Kourgan. T.S. Maltseva et l'université pédagogique d'État de Chadrinsk.

## Environnement

### Flore et faune

#### Flore

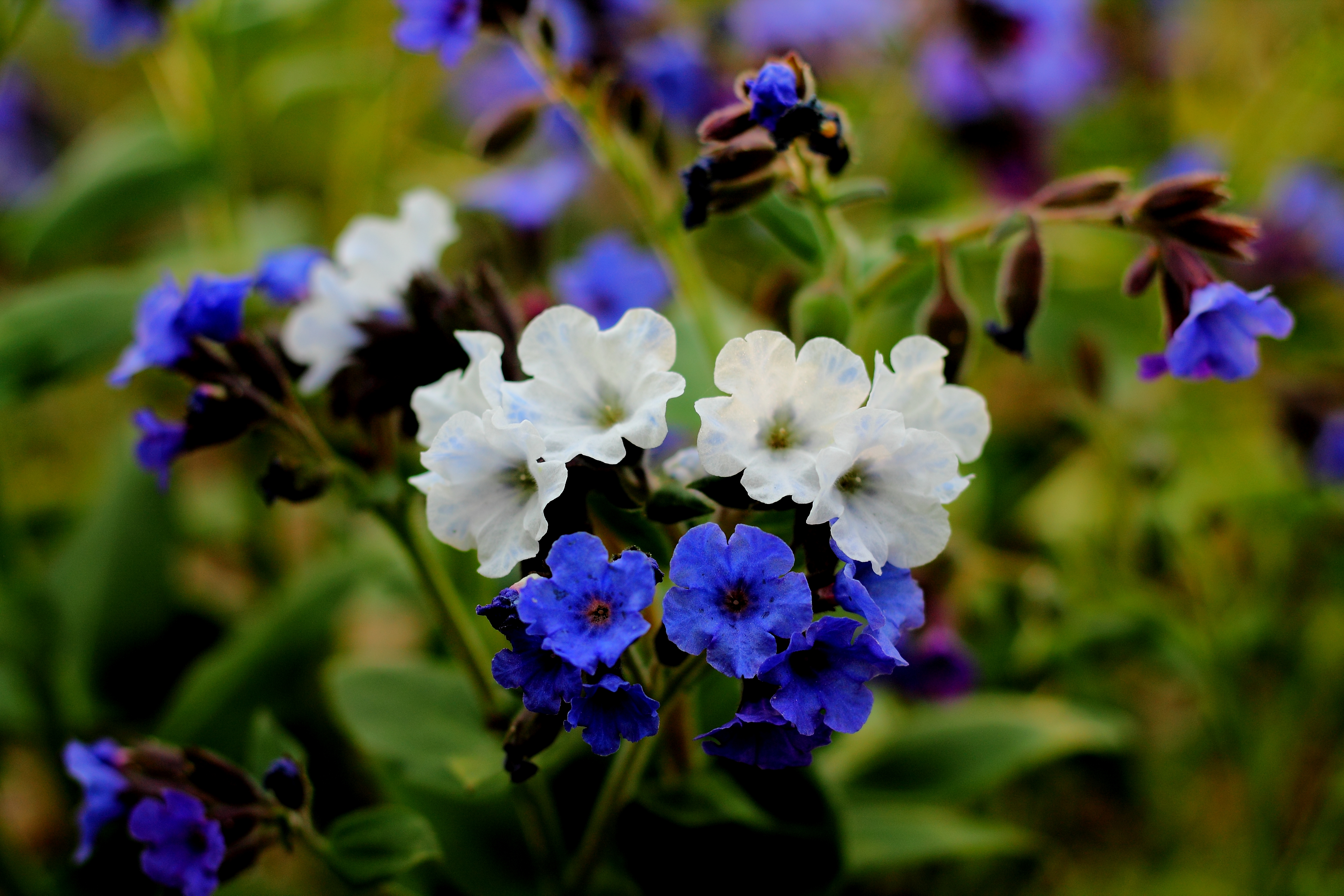
Pulmonaria angustifolia.

La flore de l'oblast de Kourgan appartient à celle de la région de Trans-Oural. Alors que certaines zones appartiennent à la sous-taïga, la majeure partie de l'oblast fait partie de la steppe boisée, tandis que dans l'extrême sud, la flore est celle de la steppe. Elle comprend 1 266 taxons de plantes vasculaires (dont 1 035 espèces indigènes et 231 espèces adventives, à savoir introduites par l'homme) ainsi que 60 hybrides interspécifiques sauvages de 508 genres et 112 familles. Parmi les plantes non vasculaires, 55 taxons de bryophytes (6 espèces d'hépatiques et 49 espèces de Bryopsida) provenant de 33 genres et 20 familles ont été identifiés dans l'oblast. Par ailleurs, il a été recensé la présence de 78 espèces de lichens ainsi que de 223 espèces et taxons infraspécifiques d'algues dans l'oblast.

#### Forêts
La superficie totales des terres sur lesquelles se trouvent des forêts est en 2022 de 1 898 000 milliers d'hectares. Parmi les principales espèces forestières, en 2019, les plantations de conifères occupent 24 %, les arbres feuillus 74,6 % et les arbustes 1,4 %. Le bouleau représente 67,2 % des terres boisées, le pin 23,8 % et le tremble 7,3 % de celles-ci.

#### Faune

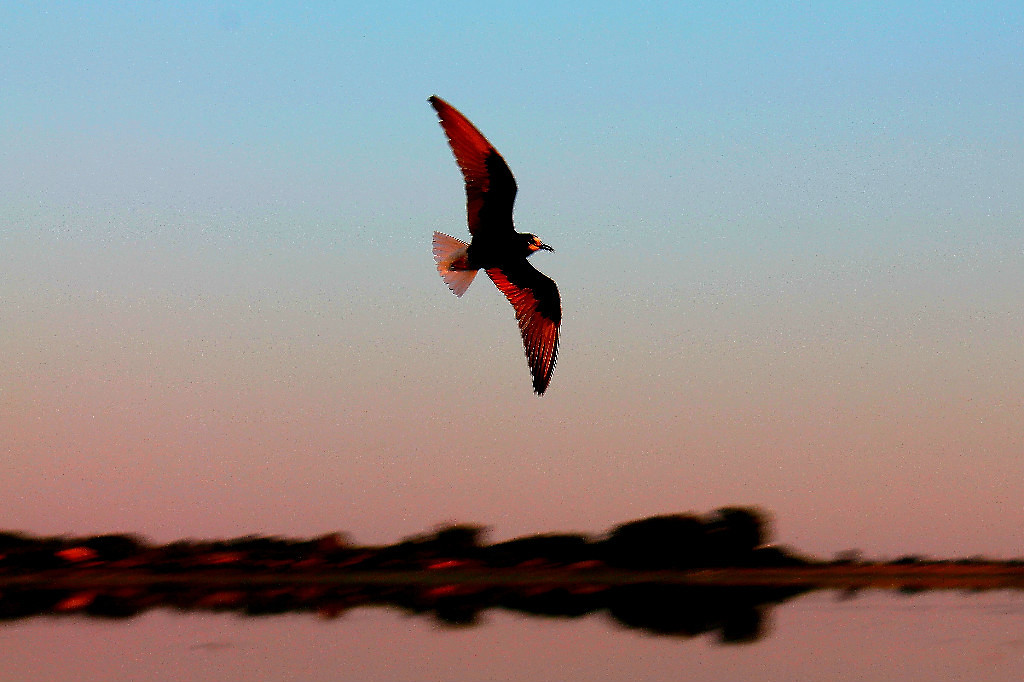
Oiseau au-dessus du lac Semiskoul.

La faune de la région de Kourgan regroupe des espèces de la forêt, de la steppe boisée et de la steppe. En particulier, l'oblast abrite 69 espèces de mammifères, dont 11 espèces d'insectivores, 29 rongeurs, 15 carnivores, 9 chiroptères, 3 artiodactyles et 2 lagomorphes. L'avifaune est elle représentée par 312 espèces, dont 218 espèces qui nichent dans la région, 60 présentes lors des migrations saisonnières, 6 dans les zones d'hivernage et 28 espèces qui migrent des régions voisines. Par ailleurs, il y a 7 espèces de reptiles ainsi que 9 espèces d'amphibiens. L'ichtyofaune kourganienne comprend elle 24 espèces.
Le cadastre de l'oblast recense 2 048 espèces d'invertébrés dans la région. Parmi lesquelles, par ordre décroissant, l'oblast recense 454 espèces de lépidoptères, 407 coléoptères, 364 diptères, 251 hémiptères, 204 hyménoptères, 96 homoptères, 52 libellules, 50 acariens parasitiformes et 42 espèces d'araignées. De plus, il y a 32 orthoptères, 22 puces, et d'autres ordres avec à chaque fois moins de 20 espèces.

### Aires protégées

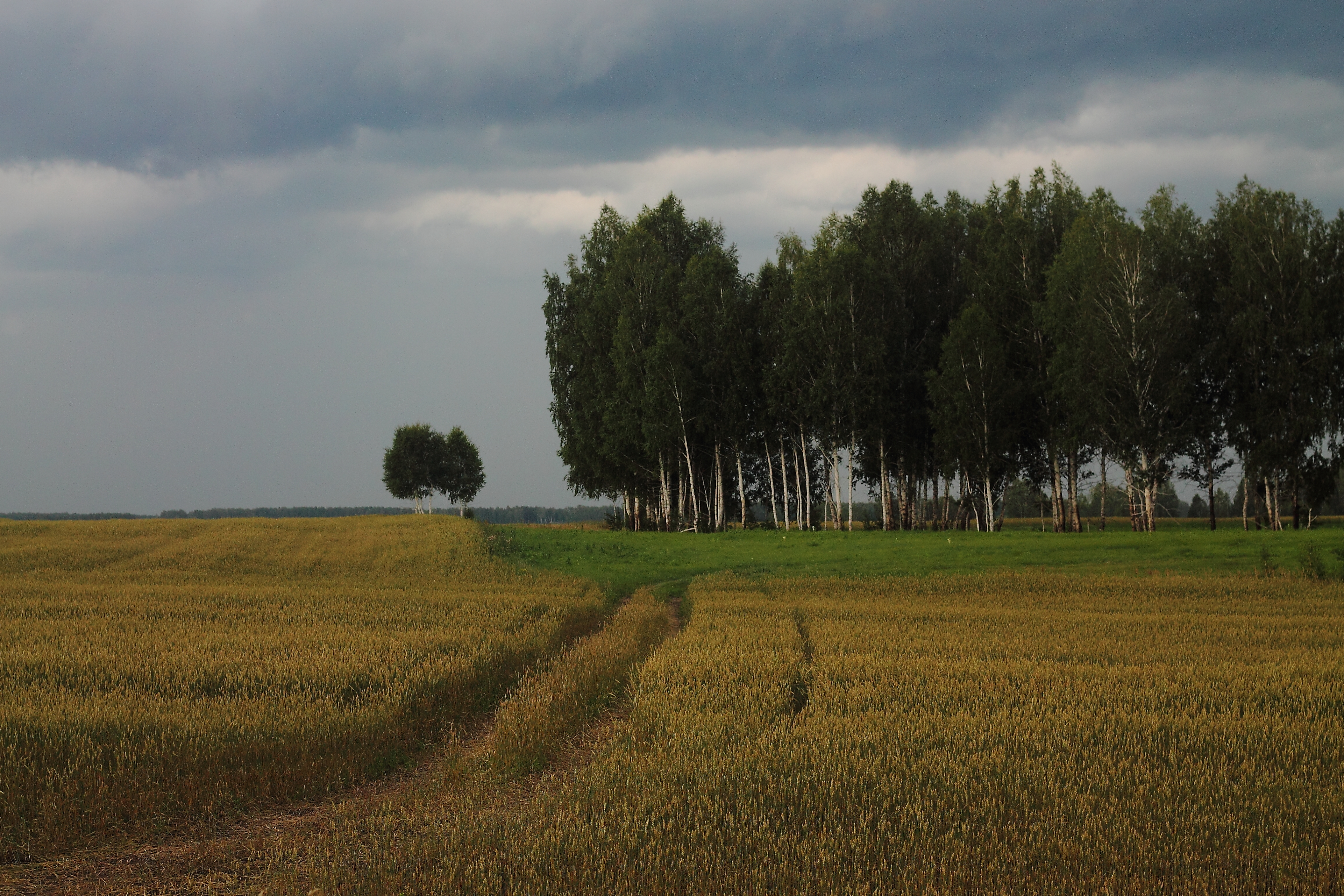
Réserve de Mokroussovo.

Fin 2022, la superficie des aires protégées d'importance régionale et locale a augmenté de 21 854,4 hectares par rapport à 2021 et s'élève à 510 316,0 hectares, tandis qu'il n'y a aucune aire protégée d'importance fédérale. En 2021, les aires protégées étaient réprésentées par 21 réserves naturelles d'État d'importance régionale (dont 17 zoologiques et 4 complexes paysagers), 99 monuments naturels d'importance régionale, 2 complexes naturels protégés d'importance locale et 1 site naturel protégé d'importance locale. 

### Pollution
Le volume total des émissions de polluants atmosphériques en 2022 s'élevait à 64,2 milliers de tonnes, soit une diminution de 7,4 % par rapport à 2021. Les émissions du transport routier se sont élevées à 28,9 milliers de tonnes, soit 54,1 milliers de tonnes de moins par rapport au niveau de 2013. Les émissions des sources fixes se sont élevées à 35,1 milliers de tonnes, diminuant de 12,3 % par rapport aux indicateurs de 2021, et diminuant de 35,8 % par rapport à 2013.

## Économie
En 2021, le produit intérieur brut de l'oblast s'élevait à 268,5 milliards de roubles, soit le 71e des 85 sujets russes, compris entre la Tchétchénie au-dessus et l'oblast de Kostroma en dessous. Le PIB par habitant était lui de 330 600 roubles,.

### Agriculture

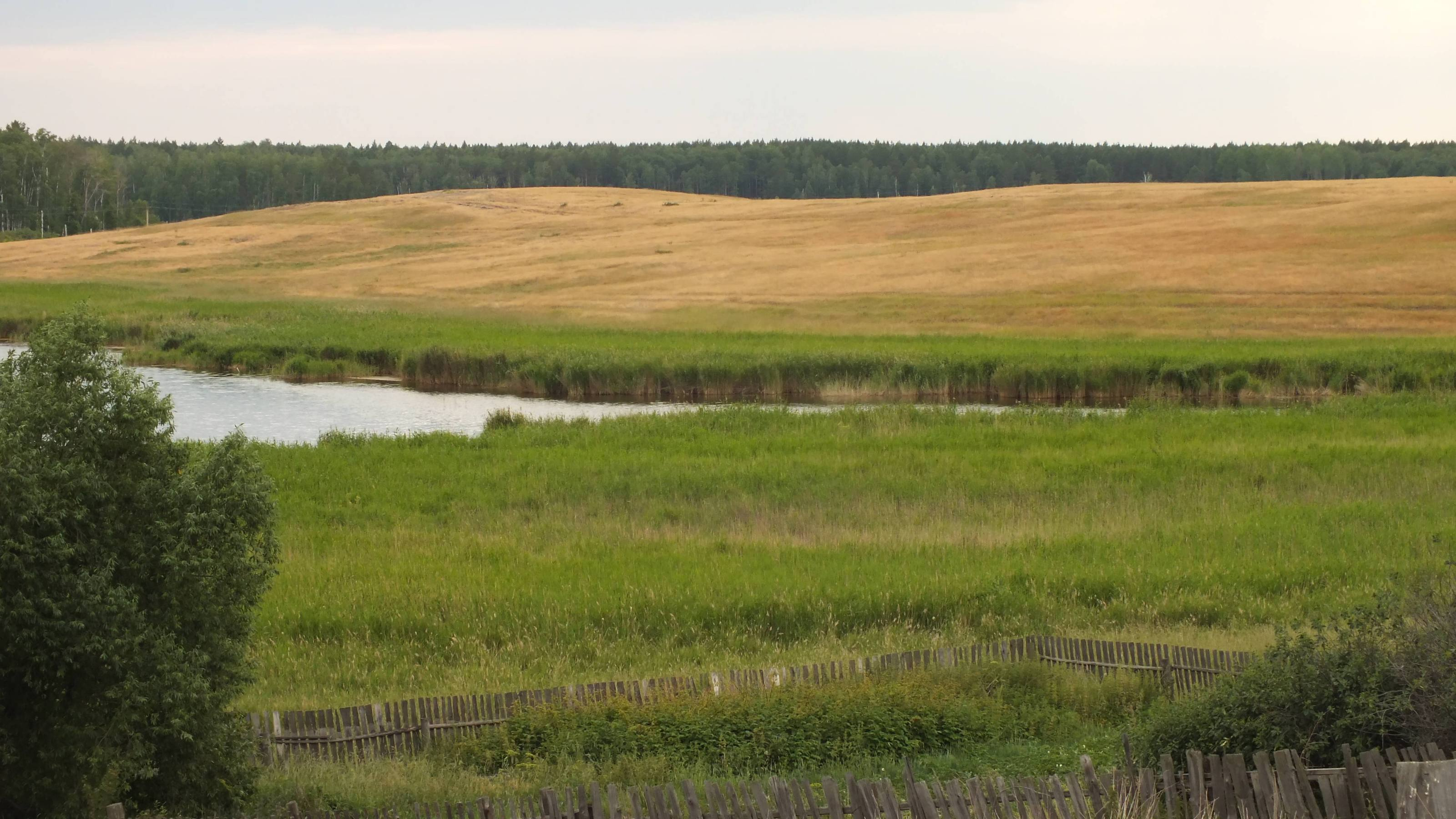
Champs à Ostrova.

La superficie ensemencée est la suivante :
| Superficies ensemencées : | Superficies ensemencées : | Superficies ensemencées : | Superficies ensemencées : | Superficies ensemencées : | Superficies ensemencées : |
| année                     | 1959                      | 1990                      | 2000                      | 2005                      | 2015                      |
| ------------------------- | ------------------------- | ------------------------- | ------------------------- | ------------------------- | ------------------------- |
| Mille ha                  | 3026                      | 2640.3                    | 1675.9                    | 1203.7                    | 1393.4                    |

### Industries
Le secteur industriel est la base de l'économie régionale. Les entreprises de l'oblast produisent environ six mille produits différents, en exportant au-delà des frontières de l'oblast. Il y a des usines d'équipement militaire, de raffinage de pétrole, des usines métallurgiques, de construction de véhicules entre autres. Il y a aussi des industries pharmaceutiques et de l'ingénierie mécanique. L'oblast produit environ 40 % des bus, 40 % des produits de radiateurs pour l'industrie automobile, 30 % des antibiotiques, 25 % des structures métalliques des ponts et 19 % du minerai d'uranium de Russie.

## Culture locale et patrimoine

### Monuments

Quelques sites classés :
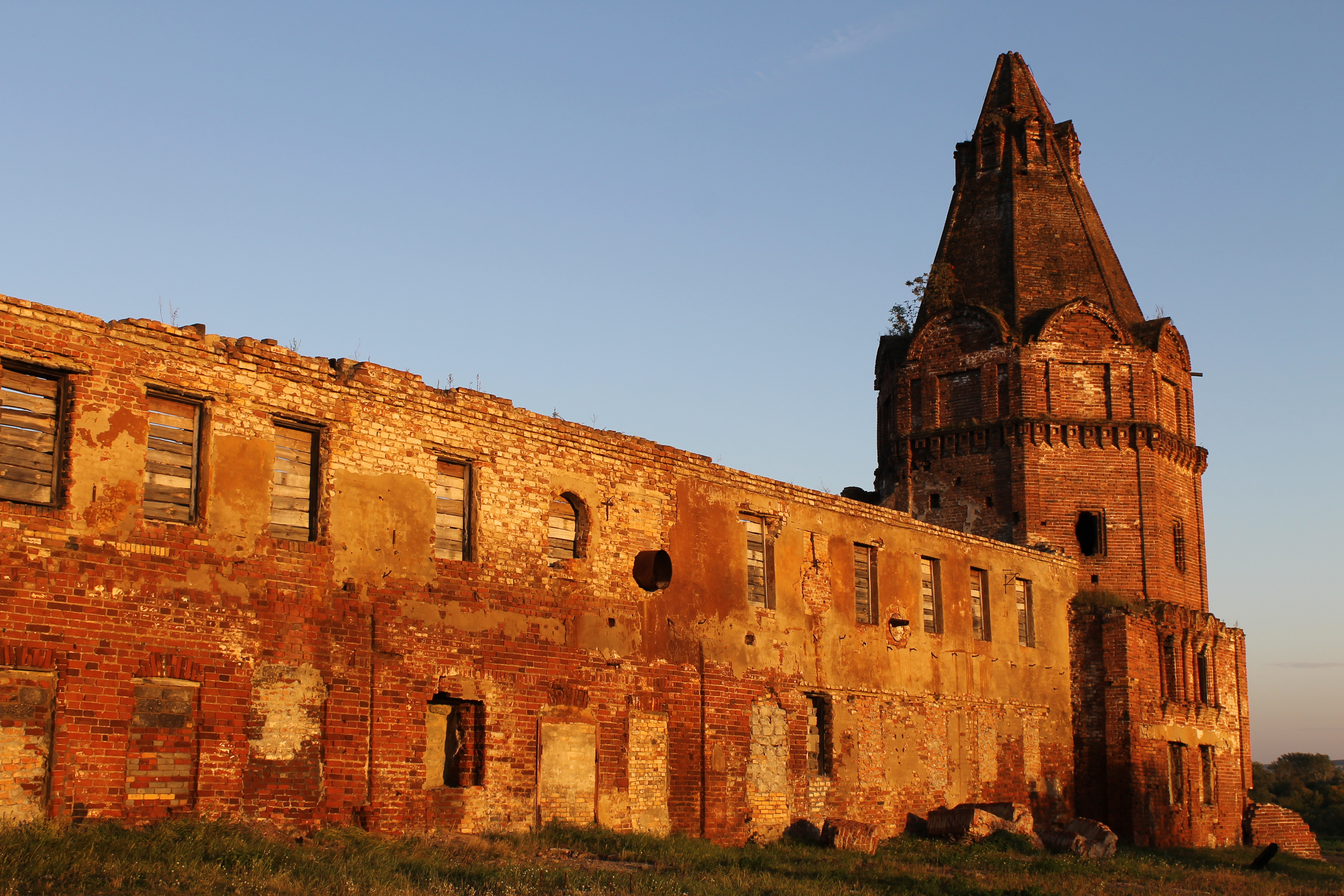
Monastère de Dalmatovo.
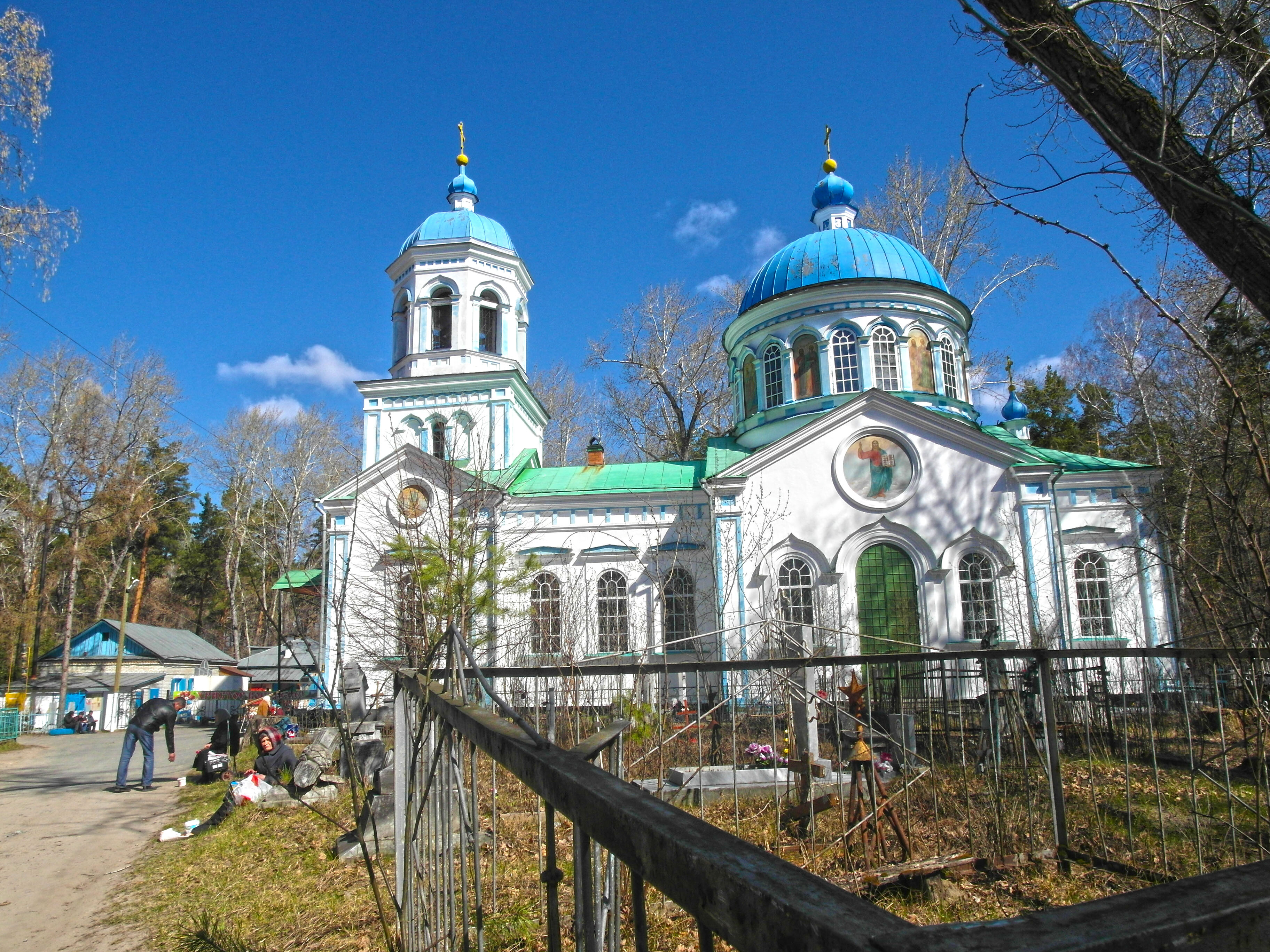
Église de la Résurrection de Chadrinsk.
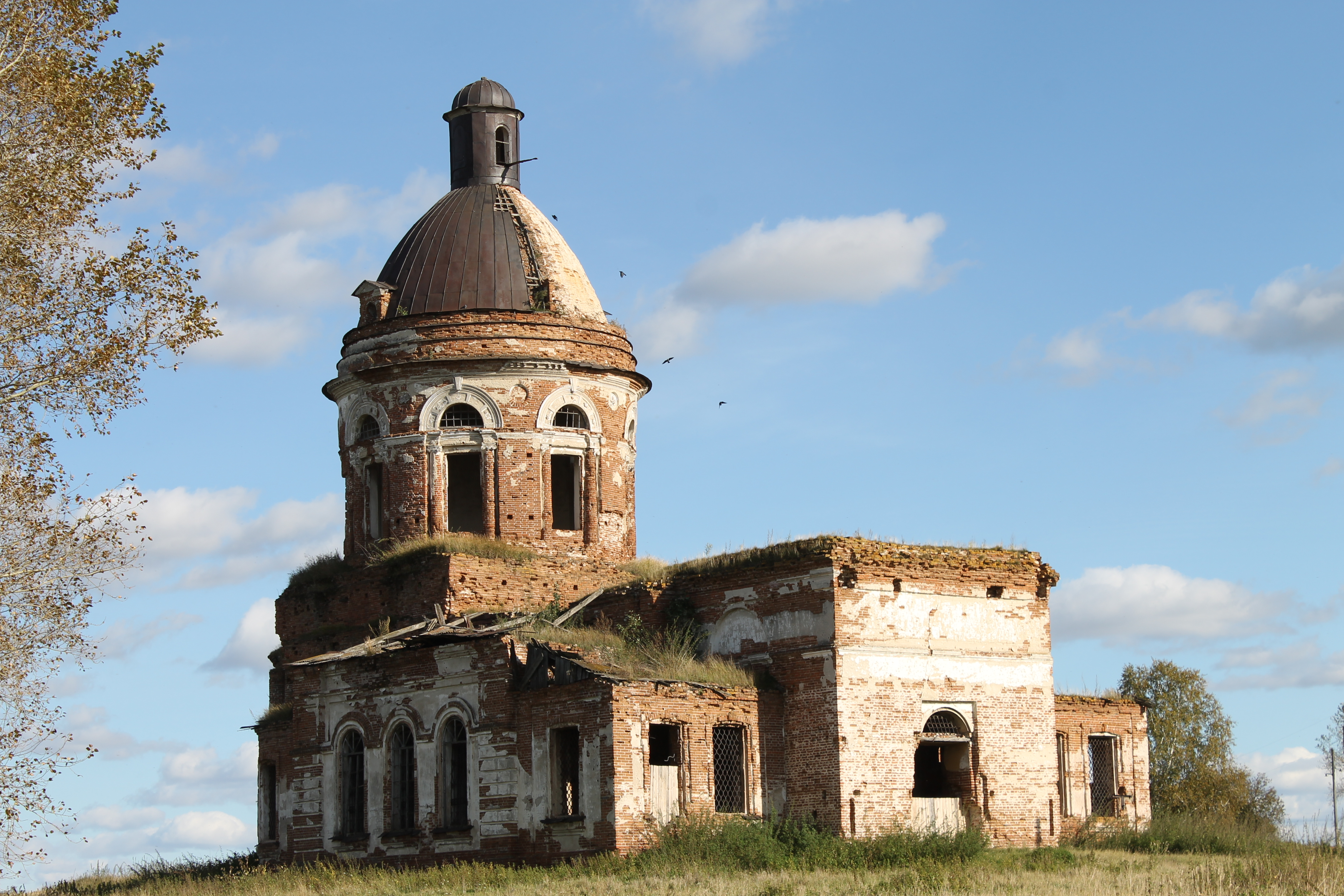
Église Saint-Macaire d'Ounja à Makarievskoïe.
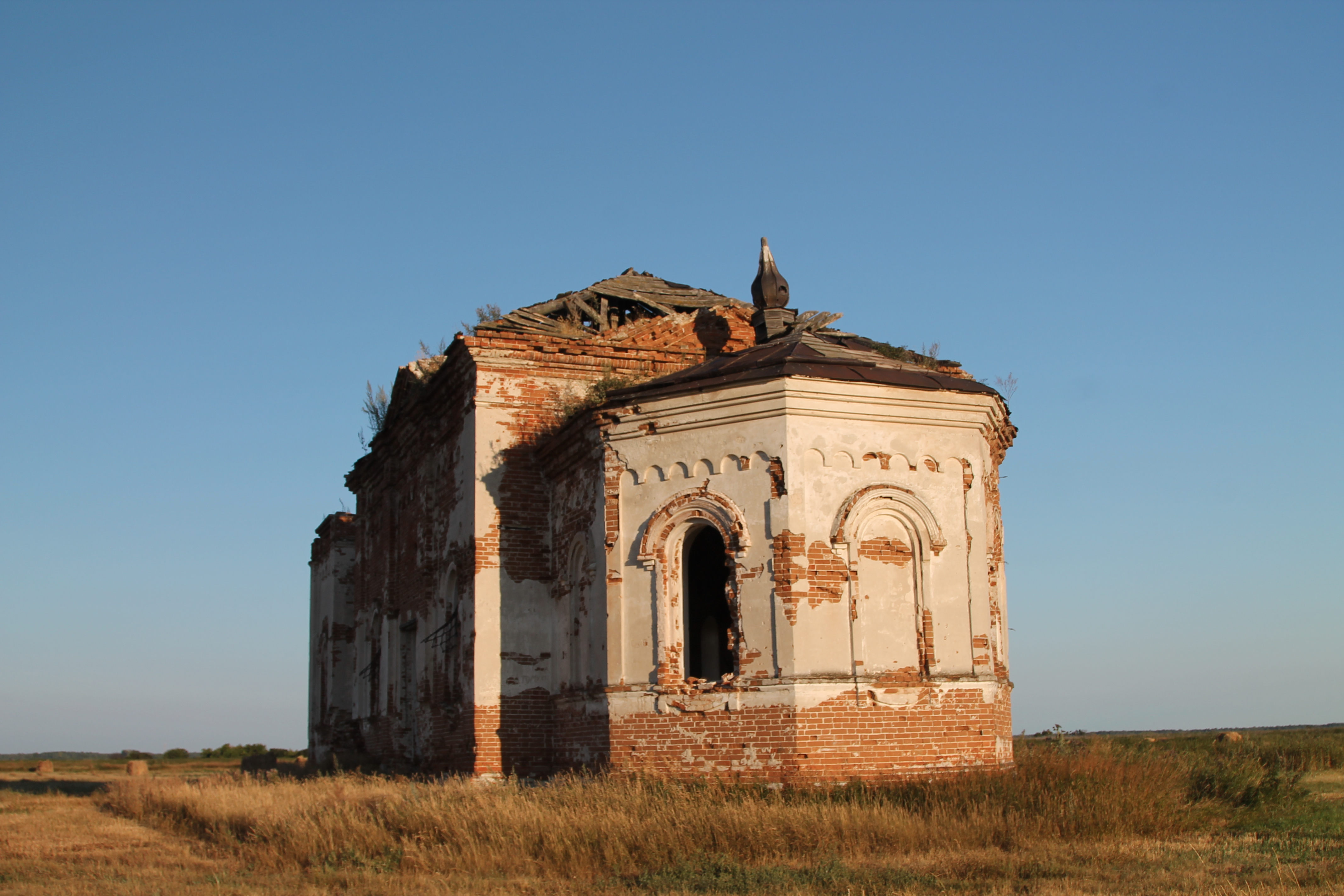
Église Saint-Nicolas de Semiskoul.

### Institutions culturelles
Au 1er janvier 2019, l'oblast compte 15 organisations culturelles dépendant du département de la culture de l'oblast, ainsi que 1 237 organismes cultures municipaux. Ces derniers se répartissent en 662 établissements culturels et de loisirs, 518 bibliothèques, 41 écoles d'art pour enfants et en 16 musées.